# Hans Jaeckel (Architekt)
Hans Jaeckel (* 31. Oktober 1898 in Uelzen; † 7. November 1962 in Hannover) war ein deutscher Architekt.

## Leben
Hans Jaeckel besuchte ab 1905 zunächst die Uelzener Stadtschule und anschließend das dortige Realgymnasium, an dem er im Ersten Weltkrieg 1917 sein Abitur ablegte. Von 1917 bis 1919 stand er als Soldat im Kriegsdienst. Sein 1919 begonnenes Architekturstudium an der Technischen Hochschule Hannover schloss er 1923 mit der Diplom-Hauptprüfung ab.
Ab 1923 arbeitete Jaeckel bei den Architekten Wendhut und Wolf in seiner Heimatstadt Uelzen, ab 1924 dann bei der Niedersächsische Heimstätte in Hannover. Ab 1926 war er für den Architekten Wilhelm Fricke in Hildesheim und Hannover tätig, bevor er von 1929 bis 1931 bei der Landesversicherungsanstalt Hannover beschäftigt war und danach arbeitslos wurde.
Von 1933 bis 1936 war Hans Jaeckel wissenschaftlicher Assistent unter Uvo Hölscher und Paul Kanold an der Technischen Hochschule Hannover, ab 1936 arbeitete als freiberuflicher Architekt, zeitweilig in Arbeitsgemeinschaft mit dem Architekten Jürg Hartmann. Im Zweiten Weltkrieg leistete Jaeckel von 1943 bis 1945 im Volkssturm ein zweites Mal Kriegsdienst.
Nach Kriegsende konnte Jaeckel mit Genehmigung der Britischen Militärbehörden schon 1945 wieder ein eigenes Architekturbüro eröffnen und wurde am 17. Januar 1947 in den wiedergegründeten Bund Deutscher Architekten (BDA) aufgenommen. Als dessen Mitglied übernahm er verschiedene Ehrenämter, darunter im Sachverständigen- beziehungsweise Baupflege-Beirat der Landeshauptstadt Hannover.
In den späten Wirtschaftswunderjahren wirkte Hans Jaeckel parallel zu seinen Aufgaben in Hannover als Architekt der Burg Ludwigstein bei Witzenhausen in Hessen.
Hans Jaeckel war verheiratet mit Marianne Jaeckel, geborene Beikler. Ihr gemeinsamer Sohn, der ab 1973 beim Bundesministerium der Finanzen und ab 1982 als Präsident der Bundesschuldenverwaltung tätig gewordene Jörg Jaeckel, wurde 1928 in Siegen geboren.

## Bauten (Auswahl)
- Von 1950 bis 1961 errichtete Hans Jaeckel verschiedene Einfamilienhäuser, etwa an der Schopenhauerstraße in Hannover, darunter auch – gemeinsam mit der Deutschen Bundespost – das Haus Emmichplatz, Schopenhauerstraße / Eichstraße[1]
- 1950: Agfa-Haus in Hannover, Weidendamm 30[1]
- 1950–1952: Bayer-Haus in Hannover, Marienstraße / Warmbüchenstraße[1]
- 1950–1952: Zweifamilienhäuser in der Siedlung Rund um die Kreuzkirche im Kreuzkirchenviertel in Hannover, Goldener Winkel[1][3] (andere Bauten der Siedlung von Ernst Kreytenberg, Georg Seewald, Karl Siebrecht, Erwin Töllner und Ernst Zinsser)
- 1954–1956: Kreiskrankenhaus in Osterode am Harz (gemeinsam mit Wilhelm Wietfeld)[1]
- 1955–1957: Schwesternhaus in Osterode am Harz[1]
- 1958–1959: Jugendherberge in Bad Lauterberg im Harz[1]
- 1958–1961: DRK-Clementinenhaus in Hannover (Erwachsenen-Bettenhaus und Altersheim)[1]
- 1959–1960: Büro- und Lagerhaus für Otto Krause in Hannover, Hansastraße[1]
- 1959–1960: Büro- und Lagerhalle für Mattheis in Hannover, Lilienthalstraße[1]
- 1960–1961: Jugendherberge in Bad Sachsa am Harz[1]
- 1961–1962: Kreisberufsschule in Osterode am Harz[1]
- 1961–1963: Turnhalle und Gebäude für Sonderklassen der Friedrich-Ebert-Schule in Hannover-Badenstedt[1]
- 1962–1963: Kursaal in Bad Sachsa am Harz[1]